# Арцруни, Ваан Маргарович
Ваан Маргарович Арцруни (арм. Վահան Մարգարի Արծրունի; 10 июня 1857, Нор-Баязет — 29 июля 1947, Ереван) — советский и армянский отоларинголог, ученый, преподаватель. Доктор медицинских наук, профессор, заслуженный деятель науки СССР, один из основателей Ереванского государственного медицинского университета.

## Биография
Родился 10 июня 1857 года в Нор-Баязете (ныне Гавар). До 8-го класса получил начальное образование в Первой гимназии Тбилиси (Грузия). За участие в подпольной политической деятельности его исключили из гимназии и лишили права продолжить образование в вузе.
В 1880 году уехал во Францию, через 5 лет окончил медицинский факультет Парижского университета, специализировался на заболеваниях носа, горла и уха, был избран членом Общества отоларингологов.
В 1889 году вернулся в Тбилиси на должность городского санитарного врача и одновременно работал в городской поликлинике врачом по болезням уха, горла и носа.
С 1892 по 1893 год был одним из активных организаторов борьбы с эпидемией холеры. В Тбилиси им опубликовано около 30 научно-популярных медицинских книг («Гипноз», ч. 1-2, 1892—1895, «Брак», 1901, «Болезни новорожденных», 1903), а также о холере, чуме, естественных цветочных, венозных и других инфекционных заболеваниях. Брошюры о болезнях. В 1902—1905 годах Арцруни на собственные средства издавал журнал «Газета здоровья».
Он ввел преподавание гигиены в армянских школах. В своей книге «Здоровье в школе» (1895) он писал, что самым важным в школьной гигиене является физическое воспитание. Арцруни считал упражнения на гимнастических инструментах недостаточными (из-за одностороннего развития мышц плечевого пояса). По мнению Арцруни, игры — лучший способ поддержать нормальное развитие растущего организма. Он разделил игры на 2 подгруппы: спортивные (в современном понимании спортивные: футбол, теннис) и мобильные. Его усилиями впервые в армянских школах была учреждена должность школьного врача.
В 1918—1920 годах работал в Министерстве просвещения Республики Армения заведующим медицинским отделом.
Во время Гражданской войны был главным врачом Инфекционной больницы № 15, созданной в Пятигорске для Красной Армии. В 1920 году работал в Тбилисском военном госпитале (Грузия) консультантом-экспертом, был заместителем председателя правления Общества Красного Креста Армении, а затем президентом.
В 1921 году переехал в Ереван, где работал специалистом по болезням носа, горла и ушей.
После установления в Армении советской власти группа ведущих армянских врачей приступила к организации медицинского факультета Ереванского государственного университета. Затем, в 1922 году, он основал кафедру нормальной анатомии человека в Ереванском государственном медицинском институте и руководил ею до самой смерти. Он также основал Музей анатомии при Ереванском медицинском институте, который теперь носит его имя.
Им был написан первый учебник нормальной анатомии на армянском языке («Человечество», 1923).
Его величайшей заслугой в научной сфере была разработка русско-латинско-армянских медицинских терминов։ издание словаря в 1924 году. В 1926 году Арцруни было присвоено звание профессора. В 1936 году он получил степень доктора медицинских наук. В 1943 году за многолетнюю научную и общественную деятельность награжден орденом Трудового Красного Знамени и медалями.
Умер в 1947 году.